# Cavour e la spedizione di Garibaldi
Nel corso della spedizione dei Mille i rapporti fra Cavour e la spedizione di Garibaldi, furono spesso di natura conflittuale, nonostante che Cavour avesse consentito e agito in modo che si attuasse la spedizione guidata da Garibaldi per sbarcare in Sicilia e tentare una sollevazione anti-borbonica con l'aiuto degli insorti siciliani che, aveva assicurato Crispi, si sarebbero uniti ai volontari garibaldini.
Nonostante la perdita di Nizza ad opera di Cavour, prima di partire per la Spedizione, Garibaldi, parlando al suo aiutante di campo Bandi, si espresse con i seguenti termini nei riguardi di Cavour:
(Garibaldi e i Mille, G.M. Trevelyan, pag. 230)

## I rapporti

### Cavour e l'Unità d'Italia
Nel 1857 Cavour così esponeva il suo pensiero nei confronti dell'Unità d'Italia al siciliano La Farina, segretario della Società Nazionale, che dopo quell'incontro iniziò a vedere il Cavour la mattina, tramite un ingresso riservato e non visibile.
(Garibaldi e i Mille, G.M. Trevelyan, pagg. 85-86)

### Cavour e la partenza dei Mille
Sono interessanti le osservazioni che lo storico Trevleyan fa sul comportamento del Cavour nel periodo di preparazione della Spedizione, che in vari momenti fa affermazioni diverse, apparentemente contraddittorie, rendendo difficile allo storico comprendere quali fossero le sue vere intenzioni. 
Infatti da parecchi giorni il Cavour aveva incaricato La Farina di consegnare armi per una spedizione in Sicilia, quando la sera del 22 aprile scrive ad un amico a Firenze:
(Garibaldi e i Mille, appendice H, G.M. Trevelyan  - pag. 443)
Il giorno 23 aprile, dopo avere incontrato e incoraggiato il Sirtori ad effettuare una spedizione in Sicilia, la sera stessa il Cavour scriveva in francese, come spesso faceva: 
(Garibaldi e i Mille, G.M. Trevelyan  - appendice H,  pag. 442)

A questo proposito lo storico Trevelyan conclude: 
(Garibaldi e i Mille, appendice H, G.M. Trevelyan  - pag. 443)

Da tale affermazione si potrebbe forse dedurre che il Cavour avesse chiaro il suo intento a favore della spedizione, e diplomaticamente non intendeva dichiararlo apertamente, in quanto, anche se di sera e a Quarto, oltre che a Genova e Foce, tutte le operazioni di preparazione all’imbarco si svolgevano apertamente ed erano presenti ad assistere molte persone e anche agenti di polizia, senza che vi fosse alcun intervento per impedirlo: 
(La spedizione dei Mille, Federico Donaver, pag. 87)
Il 2 maggio Cavour si era recato in treno a Bologna presso il Monastero di San Michele in Bosco per parlare con Vittorio Emanuele II a proposito della spedizione in Sicilia e sempre ai primi di maggio il Ministro dell’Interno Farini, tramite il deputato Finali, inviò la comunicazione che la spedizione aveva l’approvazione dal Governo, ma che si richiedeva l’assicurazione di non attaccare gli Stati papali.

### Cavour sventa i progetti mazziniani
Cavour manovrò per evitare derive repubblicane della spedizione, facendo fallire o bloccando prima che effettivamente iniziassero, alcuni piani strategici mazziniani rivolti contro lo Stato Pontificio, che avrebbero potuto compromettere l’operazione unitaria in corso di Garibaldi, come quelli progettati dalla componente mazziniana del Bertani, organizzatore di spedizioni garibaldine. Infatti il Bertani su influenza di “l’amico” (soprannome di Mazzini nel mondo della cospirazione) intendeva effettuare un secondo attacco da nord verso sud, una continuazione con forze maggiori della fallita diversione del Zambianchi.
Tale piano era parzialmente condiviso da Garibaldi, che pensava di ricevere una parte delle forze destinate a tale operazione come rinforzi in Sicilia, mentre il resto della spedizione guidata dal Medici avrebbe dovuto attuare una manovra “a tenaglia” sbarcando nello Stato Pontificio per dirigersi poi su Umbria e Marche e proseguire verso sud, evitando le forze francesi in Lazio, nella convinzione dei mazziniani che si dovesse sfruttare il momento favorevole dato dall'entusiasmo suscitato dalle vittorie di Garibaldi in Sicilia.

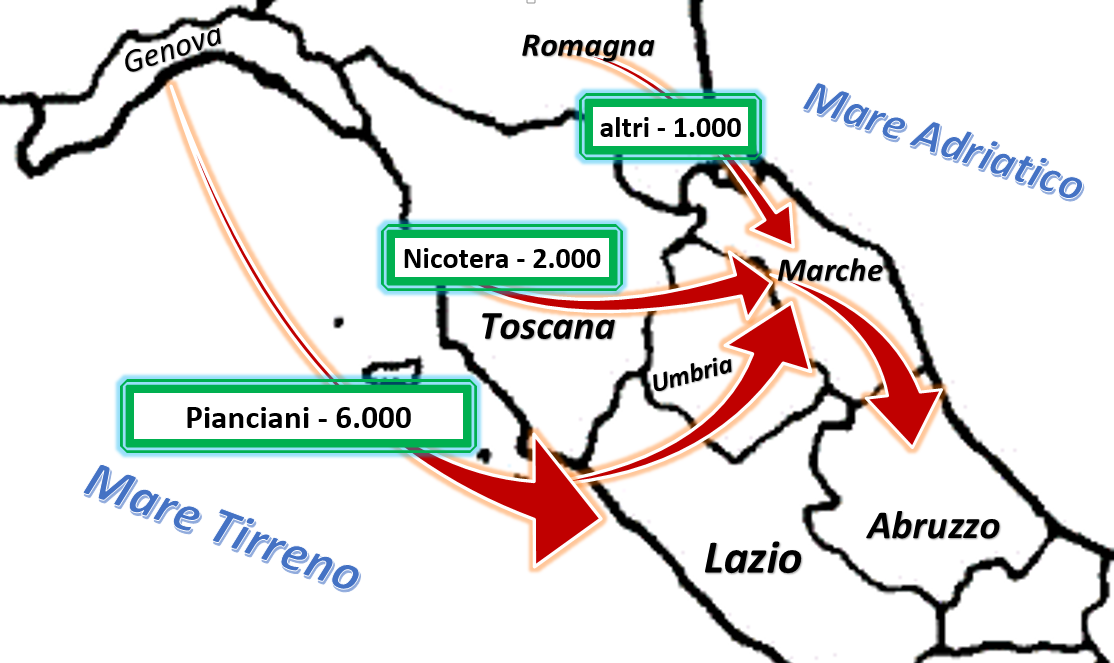
Piano mazziniano del 1860 sventato da Cavour

Questo piano, come altri simili, non venne attuato causa l'opera di Cavour, che fece partire tutte le spedizioni verso sud, sventando gli ulteriori tentativi di invadere i territori dello Stato Pontificio organizzati da Mazzini e Bertani, che pensavano di far sbarcare nel Lazio, a nord di Civitavecchia, i 6.000 volontari della spedizione Pianciani, e, marciando per Viterbo, riunirsi agli altri della spedizione Nicotera (circa 2.000), che da Firenze e dalla Romagna (altri 1.000 volontari) avrebbero dovuto invadere l'Umbria e le Marche pontificie.

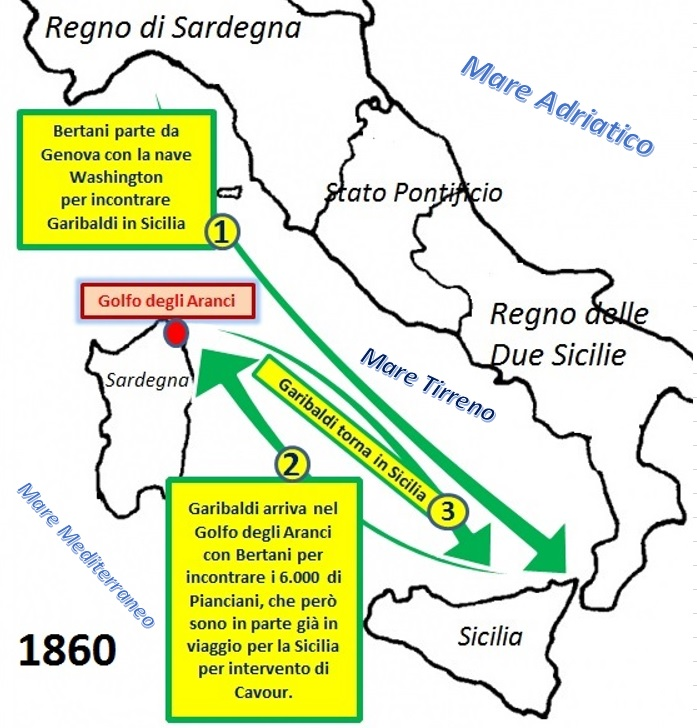
Il mazziniano Bertani e Garibaldi navigano verso il Golfo degli Aranci per incontrare la Spedizione Pianciani di 6000 volontari, inizialmente destinati allo sbarco a nord del Lazio e deviati da Cavour in Sardegna per poi sbarcare in Sicilia.

Cavour conscio delle possibili pericolose conseguenze che questa azione, peraltro militarmente insufficiente, poteva avere sul piano internazionale, in particolare con la Francia e del fatto che sottraeva forze a Garibaldi in Sicilia, inviò a Genova il Farini per trattare con il Bertani una partenza per la Sardegna, nel Golfo degli Aranci e da qui proseguire per la Sicilia, dove i volontari della spedizione Pianciani si sarebbero messi sotto il comando di Garibaldi, che necessitava di forze.

Di fronte alla determinazione piemontese, pronta anche all'uso della forza, Bertani acconsentì per lo scalo in Sardegna, pensando però di partire da lì verso lo Stato Pontificio dopo avere fatto arrivare Garibaldi in Sardegna, anche questo progetto fu sventato da Cavour e il 14 agosto all'arrivo in Sardegna sulla nave Washington con a bordo Bertani e Garibaldi, segretamente partito dalla Sicilia in un viaggio rischioso, già una parte delle navi con i volontari della spedizione Pianciani erano stati costretti a partire per la Sicilia dalle navi da guerra piemontesi.

Anche se è difficile comprendere quali fossero le intenzioni di Garibaldi a bordo della nave "Washington", si deve concludere che Garibaldi intendeva usare i nuovi volontari in Sicilia, dove si apprestava a superare lo Stretto di Messina per invadere il continente e inutili furono le pressanti implorazioni del Bertani a Garibaldi per invadere i territori dello Stato Pontificio. Garibaldi acconsentì però ad uno sbarco nei territori papali dei rimanenti 2 000 volontari della spedizione Nicotera, ma anche in questo caso il Cavour intervenne e la spedizione Nicotera fu costretta a fare rotta verso il Sud, partendo da Livorno i giorni 1-3 settembre 1860. (vedere: Gli sbarchi successivi al primo di Marsala).

Essendo il Cavour pronto ad invadere lo Stato Pontificio in Umbria e Marche, fu proibita ogni altra partenza di volontari da Genova per il Sud, al momento del passaggio dello Stretto Garibaldi disponeva ora di gran parte dei 20.000 volontari complessivamente sbarcati dal nord, oltre ai siciliani arruolati.

### I tentativi di Cavour di far sollevare Napoli
Cavour aveva successivamente tentato senza riuscirvi, di provocare una sollevazione a Napoli prima dell’arrivo dell’armata garibaldina, a questo proposito, già dal mese di agosto, due compagnie di Bersaglieri e due compagnie del primo reggimento della Brigata del re, si trovavano nella baia di Napoli a bordo delle navi dell’ammiraglio Persano, per essere eventualmente impiegate a Napoli nel caso in cui la città fosse insorta prima dell’arrivo di Garibaldi, ma vennero impiegate solo nel combattimento di Caserta del 2 ottobre 1860.

A questo riguardo anche I mazziniani avevano evitato di provocare una sollevazione, nel timore che questo potesse dare a Cavour il pretesto per intervenire a Napoli prima dell’arrivo di Garibaldi..

Con questo fine Cavour aveva scritto all'ammiraglio Persano:
 Lo stesso Cavour aveva poi convinto il ministro britannico Russell a permettere a Garibaldi di oltrepassare lo Stretto di Messina, perché si era reso conto che senza la guerriglia garibaldina la rivoluzione a Napoli avrebbe perduto mordente e non sarebbe stato possibile attuare i piani unitari in caso di fallimento dei tentativi dello stesso Cavour di rovesciare a Napoli il governo di Francesco II.

Quando Garibaldi oltrepassò lo Stretto di Messina e iniziò la sua marcia in Calabria, Cavour fece sbarcare armi a Salerno per distribuirle ai ribelli del Sud per aprire la strada all'avanzata di Garibaldi, ma il ministro piemontese fece anche un ultimo tentativo di prendere possesso di Napoli scrivendo il 27 agosto al Villamarina: 
 Il 30 agosto, dopo la resa in Calabria del generale borbonico Ghio a Garibaldi, Cavour si convinse ad abbandonare ogni idea di rovesciare di sua iniziativa il governo borbonico a Napoli e scrisse al Villamarina:
 Anche se i tentativi cavourriani di rovesciare il governo di Francesco II erano falliti, il prestigio della monarchia borbonica era ormai compromesso e a Napoli gli ultimi giorni della monarchia borbonica furono caratterizzati da cospirazioni interne, che portarono all'allontanamento del Conte dell’Aquila.

Liborio Romano aveva tentato di convincere Francesco II a lasciare “temporaneamente” il regno nominando un ministro reggente e il Conte di Siracusa, zio del re, con lettera pubblica aveva addirittura consigliato Francesco II di abbandonare il trono per il bene dell’Italia unita, fatto questo che scosse ulteriormente il prestigio del monarca di Napoli, generando l’impressione che tutto fosse perduto.

Lo storico Trevelyan sottolinea come le fonti storiche conosciute dei retroscena di questo ultimo periodo del governo borbonico siano limitate ai resoconti di Liborio Romano, del generale Pianell e di sua moglie e che quindi restano oscuri molti altri aspetti degli avvenimenti interni alla corte e al governo borbonici.

### Cavour e i garibaldini a fine impresa
Il giorno 8 ottobre Cavour scriveva al Farini:
 Vittorio Emanuele II si fece influenzare dal generale Fanti e dai militari e non si recò a Caserta per passare in rassegna le truppe garibaldine, che lo acclamavano davanti al palazzo Borbone, attendendo invano per il suo arrivo. 

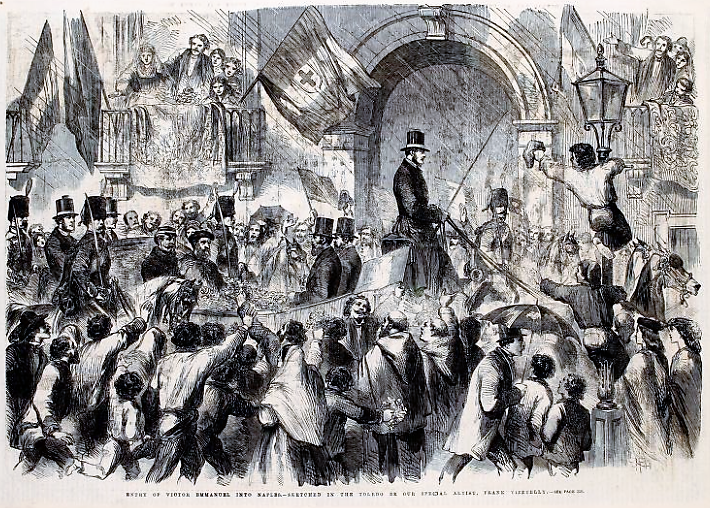
Garibaldi e il re sfilano a Napoli sotto la pioggia

Vittorio Emanuele II non scrisse alcuna lettera giustificativa, né di ringraziamento per i garibaldini che avevano combattuto per lui, la firma sull'“ordine del giorno”, documento di ringraziamento per l’opera dei garibaldini, fu apposta solo dal generale Della Rocca, ma Garibaldi se la prese con Cavour, pensando che fosse opera sua, mentre il suggerimento che il re non rendesse omaggio ai garibaldini schierati a Caserta era stato determinato dal generale Fanti o della naturale atmosfera di gelosia dell’esercito regolare nei confronti dei volontari garibaldini.

A causa di questo inconveniente la mancanza di Garibaldi a fianco del Re per l’entrata a Napoli poteva creare problemi, il Cialdini riuscì nell'opera di convinzione e Garibaldi finì per accettare, così il 7 novembre Garibaldi sedette a fianco del re nella carrozza che sfilava per le vie di Napoli e, nonostante la pioggia torrenziale, i napoletani erano in uno stato di entusiasmo frenetico.

Il piano di Cavour di dividere l’armata garibaldina in tre gruppi non fu attuato, il piano prevedeva un primo gruppo da sciogliere, un secondo gruppo per formare i Cacciatori delle Alpi e un terzo piccolo gruppo di ufficiali da inquadrare con incarichi nell'esercito regolare.

La truppa garibaldina venne liquidata con una regalia, mentre i garibaldini ungheresi vennero impiegati nella repressione del brigantaggio negli Abruzzi e in Molise, nei successivi due anni vennero ammessi come ufficiali nell'esercito regolare solo 1584 ex garibaldini, con grande indignazione di Garibaldi e dei suoi fedeli, in quanto Garibaldi aveva sperato che l’armata garibaldina fosse mantenuta come corpo militare per le successive guerre per la liberazione di Venezia e di Roma. (vedere: Il numero dei garibaldini).